# Bythocaris payeri
Bythocaris payeri är en kräftdjursart som först beskrevs av Carl Bartholomäus Heller 1875.  Bythocaris payeri ingår i släktet Bythocaris och familjen Hippolytidae. Arten har ej påträffats i Sverige. Inga underarter finns listade i Catalogue of Life.